# Primer accidente aéreo de la historia
El Primer accidente aéreo de la historia mortal con un avión ocurrió el 17 de septiembre de 1908 en Fort Myer, una base militar ubicada en el Condado de Arlington en Virginia, Estados Unidos.
Antes de este accidente de avión ya hubo muertos en accidentes aéreos con otros objetos voladores (Globo aerostático): el primer accidente fatal en un objeto volador fue el choque de un globo Rozière cerca de Wimereux (Francia) el 15 de junio de 1785, que mató al inventor del globo, Jean-François Pilâtre de Rozier, y al otro ocupante, Pierre Romain.

## Accidente

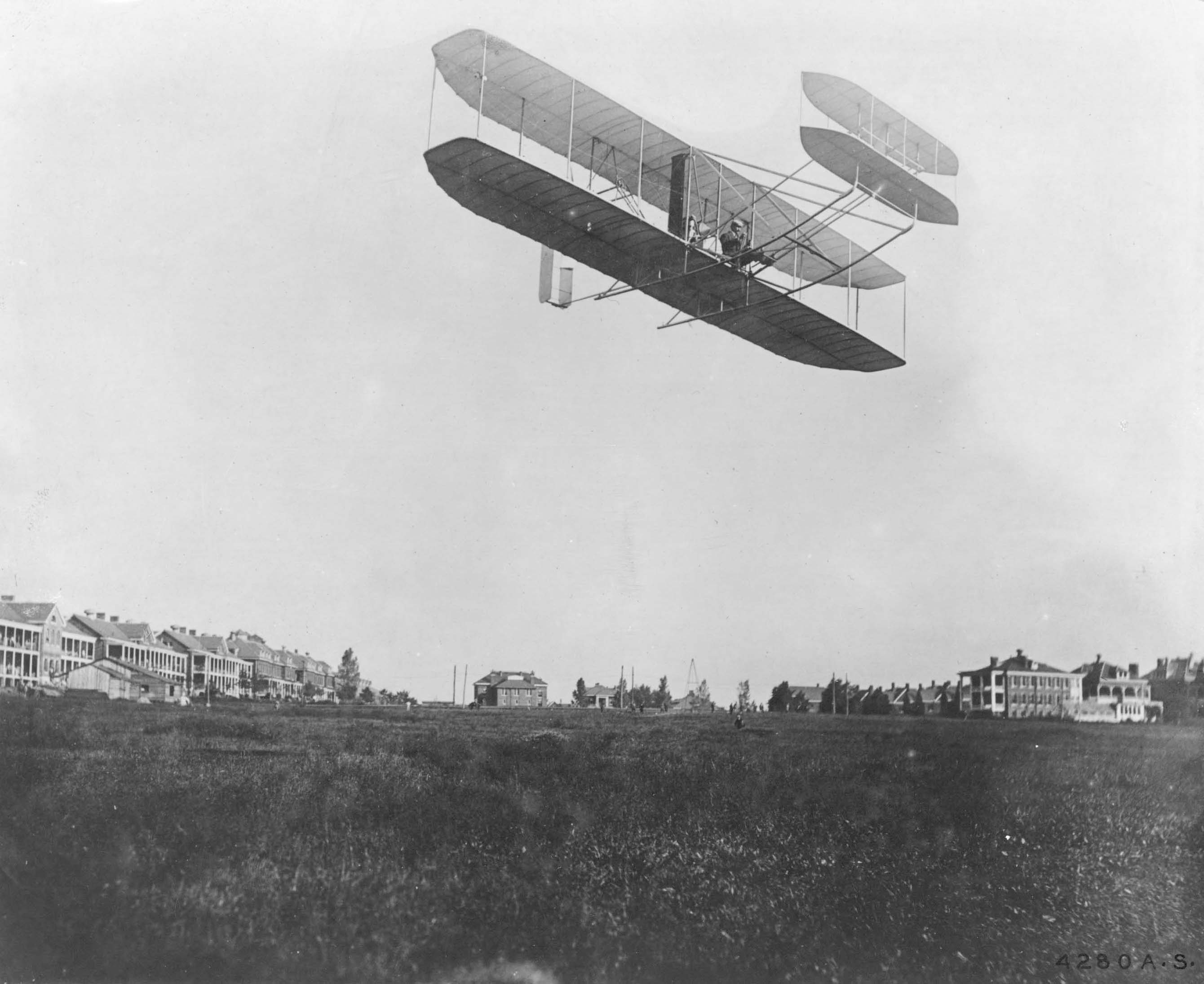
Orville demostrando que el Wright Modelo A vuela al ejército de los EE. UU., en Fort Myer, Virginia, septiembre de 1908.

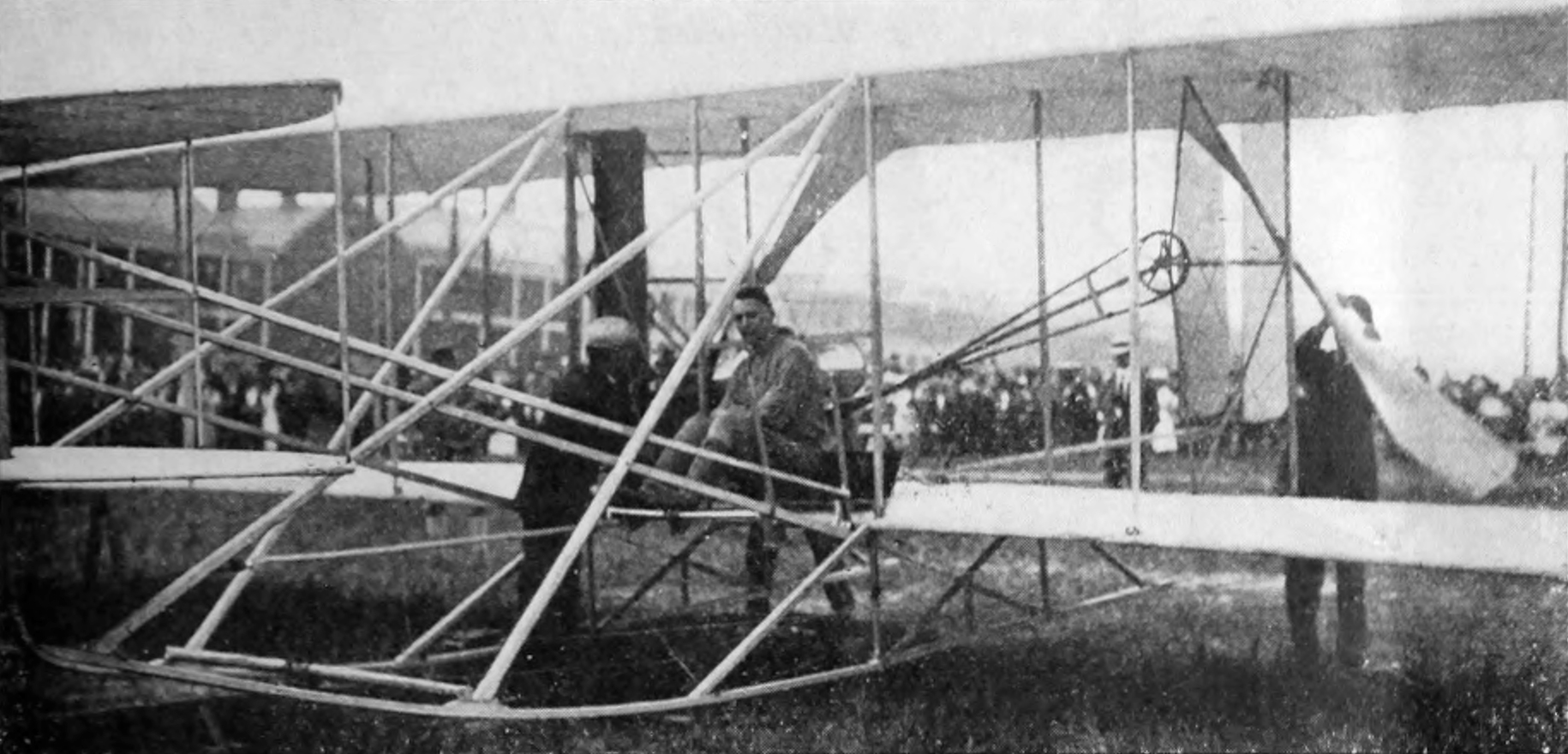
Fotografía de Orville Wright y su pasajero, el teniente del ejército Thomas Selfridge, antes de su trágico vuelo el 17 de septiembre de 1908, que acabó con la muerte de Selfridge.

El avión accidentado era un antiguo modelo diseñado por los hermanos Wright (Wright Modelo A). En el avión volarían Orville Wright y el teniente Thomas Selfridge. El avión despegó a las 5:14 p. m. Tras dar poco más de cuatro vueltas sobre la base, repentinamente se escucharon golpes en la aeronave y esta comenzó a temblar al mismo tiempo que se rompían las palas de la hélice derecha. El avión cayó en picado y se estrelló. Los dos hombres quedaron atrapados entre los cables retorcidos de la aeronave destrozada. Rápidamente una multitud se acercó al sitio del choque. 
Se logró rescatar a Wright consciente, aunque con heridas serias como varias costillas rotas y daño en la cadera; pasaría seis semanas hospitalizado. Selfridge, por otra parte, sufrió una fractura en el cráneo y fue rescatado inconsciente. A pesar de una rápida cirugía, Selfridge murió a las 8:10 p. m.
Una de las consecuencias más notables del accidente fue la de la obligación de los pilotos del ejército estadounidense de llevar, a partir de entonces, un casco en sus vuelos, elemento que, de haber sido usado por Selfridge, le hubiese salvado la vida.